# Genealogisches Taschenbuch der adeligen Häuser Österreichs

Titelseite der I. Ausgabe von 1905

Verzeichnis der im I. Jahrgang enthaltenen Familienartikel

2. Seite des Verzeichnisses

Beispiel einer Seite, hier Carl von Hohenbalken (S. 122, I. Ausgabe)

Genealogisches Taschenbuch der adeligen Häuser Österreichs (GTdaHÖ) ist der Name eines Nachschlagewerks, das von der Heraldisch-Genealogischen Gesellschaft „Adler“ initiiert und von 1905 bis 1912/13 vom Otto Maaß’ Söhne Verlag in Wien verlegt wurde. Es versteht sich als österreich-ungarische Ergänzung des „Gothaischen Genealogischen Hofkalenders“.

## Geschichte
Nachdem das Brünner Genealogische Taschenbuch der Adeligen Häuser mit seinem 1894 ausgegebenen XIX. Band eingestellt wurde, machte sich der Mangel eines nach Art der Gothaischen Genealogischen Taschenbücher gehaltenen Nachschlagewerks über den einfachen Adel und Ritterstand Österreichs immer mehr bemerkbar. Das seit 1900 erscheinende Gothaische Genealogische Taschenbuch der Adeligen Häuser schloss programmmäßig österreichische Familien aus. Um dem in weiten Kreisen bestehenden Bedürfnis nach einem derartigen Buch abzuhelfen, gab das Redaktionskomitee in Verbindung mit der Verlagsfirma Otto Maass’ Söhne, Buch- und Kunstdruckerei in Wien, den ersten Band im Jahre 1905 heraus.
Der 1903 verschickte Aufruf hat vonseiten der berufenen Familien die Einsendung eines wertvollen, teilweise dokumentarisch belegten Materials in so reichem Maße bewirkt, dass das Redaktionskomitee trotz Überschreitung der präliminierten Seitenzahl nur einen Teil der zur Verfügung stehenden Familienartikel im ersten Band unterbringen konnte. Der Rest fand im Laufe der Zeit in folgenden Bänden seinen Platz. Die Aufnahme der Artikel erfolgte kostenlos.
Das Redaktionskomitee war bemüht, von jeder eingetragenen Familie außer dem Religionsbekenntnis, der Landeszugehörigkeit, den Adelsdaten und Wappenbeschreibungen sowie dem vom gemeinsamen Stammvater der lebenden Familienmitglieder ausgehenden Personalstand wo möglich auch eine ausführlichere geschichtliche Skizze zu bringen. Somit wurden neben der rein genealogischen Entwicklung der Familie auch die ethnischen, kulturhistorischen und wirtschaftlichen Momente ihrer Entwicklung berücksichtigt, um so ein möglichst klares und vollständiges Bild jenes Aufschwungs zu geben, der schließlich zur Standeserhöhung führte.

## Bearbeitung und Einrichtung der Artikel
- Artikel, deren Verleihungsdaten, Wappenbeschreibungen und geschichtlicher Teil aktenmäßig entweder an der Hand vorgelegter Dokumente oder direkt in den Archiven überprüft werden konnten, wurden vor der Überschrift mit einem * versehen.

- In die Verleihungsregesten wurde der ganze Rechtsinhalt der Diplome aufgenommen, so dass nicht nur Erwähnungen früherer Wappenmäßigkeit oder Adelsqualität, sondern auch solche vergangene Privilegierungen, die zum Zeitpunkt der Herausgabe keine Aktualität mehr hatten wie Palatinatsrechte, Familiarität, Dienst, Schutz und Schirm, Salva Guardia, Freizügigkeit, Maut- und Steuerbefreiung, Erbauung von Burgen und Ansitzen und deren Freiung, Benennung nach Gütern, Namensschöpfung, Befreiung von bestimmten Gerichten, Privilegium de non usu, Rotwachsfreiheit etc. eingetragen wurden.

- Die Bezeichnungen „Reichs-“ (bis 1806), „Österreichisch-erbländisch“ (bis 1804), „Österreichisch“ (seit 1804), „Böhmisch“, „Ungarisch“ etc. bei den Standeserhöhungen wurden nach dem einzig maßgebenden Kriterium, der die Diplome ausstellenden Kanzlei, beigesetzt und fast ausnahmslos überprüft.

- In den Wappenbeschreibungen wurden genau die Angaben der Diplome beibehalten, woraus sich verschiedene wappengeschichtlich nicht unwichtige Details ergeben, wie die Anwendung der beiden heraldischen Helmgattungen, der Helm- und später auch der Rangkronen, die zeitweilige Bereicherung der Farbenskala durch das in älterer Zeit so häufige Auseinanderhalten von Gelb und Gold und Weiß und Silber oder seit dem XVI. Jahrhundert durch die Einführung verschiedener Halbfarben.

- Bei der Schreibung der Familiennamen wurde sich im historischen Teile streng an den jeweiligen Gebrauch gehalten. So wurde insbesondere bei Namen, die nicht zugleich Ortsnamen sind, oder wenigstens ihrer Form nach solchen entsprechen, das nun allgemein als Bezeichnung adeligen Standes geltende Vorwort „von“ erst von jener Zeit an vorgesetzt, in der dieser Gebrauch tatsächlich nachweisbar ist.

- Die notorisch unverläßlichen historischen Angaben älterer Adelsdiplome wurden immer ausdrücklich als solche bezeichnet oder in der entsprechenden hypothetischen Form gegeben.

- Bei ungarischen Familiennamen mit Prädikaten wurde in Übereinstimmung mit den neueren amtlichen Schematismen die diplommäßige lateinische Fassung beibehalten. In Ungarn liegende Orte werden vor 1867 nach ihren deutschen Namen bezeichnet und die ungarischen Namen in Parenthese beigesetzt, während von 1867 bis 1903 die ungarischen Bezeichnungen an erster Stelle stehen und die deutschen in Klammem folgen. Da seit 1903 der Gebrauch anderssprachiger Ortsnamen abgestellt wurde, sind seitdem die ungarischen Namen allein angegeben.

- Unterstützung erhielt das Redaktionskomitee vom k.k. Ministerium des Innern als oberster Adelsbehörde, der Direktion des k.u.k. Haus-, Hof- und Staatsarchives, dem k.u.k. Kriegsarchiv sowie zahlreichen Pfarrämtern.